# 아베 아츠시
아베 아츠시(阿部 敦, 1981년 3월 25일 ~ )는 일본의 성우이다. 도치기현 출신으로 켄 프로덕션 소속이다.

## 출연작

### TV 애니메이션
2006년
- 코텐코텐코 (계원B)
- NANA (남자)
- 코요테 래그타임 쇼 (알렉스)

2007년
- 캐릭캐릭 체인지 (소마 쿠카이)
- 결계사 (#19 클래스메이트 #38소년)

2008년
- 네가 주인이고 집사가 나 (자객2)
- 오늘부터 마왕! 제3 시리즈 (측근, 부하, 업자, 자객, 병사, 학생, 흰까마귀)
- 강철의 라인배럴（학생）
- 사후편지 (코타케 토오루)
- 닌자의 왕 (후마닌자(風魔忍))
- 어떤 마술의 금서목록 (카미조 토우마)
- TYTANIA -타이타니아-（병사,오퍼레이터,남자,첩보원）
- 토라도라（남학생A、남자A）
- 월드 디스트럭션 세계박멸의 6인（자동기계병）

2009년
- 어떤 과학의 초전자포 (카미조 토우마)
- 내일의 요이치（남학생C）
- 슬랩업 파티 아라드 전기（카딘）
- 구인사가（마리우스）
- 더·배트맨（데이비드）
- 캐릭캐릭 체인지 두근두근 (소마 쿠카이)
- 싸우는 사서 The Book of Bantorra（리즐리ー＝카론）
- 강철의 연금술사 FULLMETAL ALCHEMIST（소년）
- 첫사랑 한정（남자A,테니스부원A）

2010년
- 크게 휘두르며~여름대회편~ (야노 쥰)
- B형H계 (코스다 타카시)
- 바쿠만 (마시로 모리타카)
- 어떤 마술의 금서목록 2기 (카미조 토우마)
- 카타나가타리 (야스리 카즈네)
- 메탈 파이트 베이블레이드 (제오 어비스)
- 회장님은 메이드사마（신타니 히나타）
- 미라클 체인지 퍼펙트 반장（쇼）
- 세키레이〜Pure Engagement〜（高野、葦牙）
- 전설의 용자의 전설（무・베라리올）
- 공주 체인! 동화틱 아이돌 리루푸릿（유스케、사회）
- 길 잃은 고양이 오버런!（학생4,남자）
- 좀 더 투 러브 트러블（코테가와 유우）
- 꿈빛 파티시엘（시마 레이야,모리스）

2011년
- 어떤 마술의 금서목록 2기 (카미조 토우마)
- GOSICK (암브로즈)
- BLOOD-C (토모후사 이츠키)
- 라스트 엑자일 -은빛 날개의 팜- (하이네)
- 카드 파이트!! 뱅가드 (마크 화이팅, 스즈가모리 렌)
- 엑스맨（타케오）
- 레터비 REVRSE（카뮤）
- 바쿠만2（마시로 모리타카）
- 메탈 베이 블레이드 4D（제오 어비스）

2012년
- Another (사카키바라 코이치)
- 빙과 (하바 토모히로)
- 카드 파이트!! 뱅가드 아시아 서킷편 (마크 화이팅, 스즈가모리 렌)
- 에어리어의 기사（테시가와라 토우야）
- 옆자리 괴물군（마보）
- 투 러브 다크네스（코테가와 유우）
- 바쿠만3（마시로 모리타카）
- 열등용사의 귀축미학（카이도 모토하루）
- 파이 브레인 신의 퍼즐 제2시리즈（노-）

2013년
- 어떤 과학의 초전자포 S (카미조 토우마)

### 게임
- 수호 캐릭터!３つのたまごと変するジョーカー(세개의 알과 변하는 조커) (소마 쿠카이)
- 비익은 애계의 저편에~연리의 꿈~ (쇼케이)
- 바람빛 서프（루카・폴고레）
- 퍼즐 -우리의 48시간 전쟁-（유아사 시게오）

- 킹덤 〜일기투천의 검〜（신）
- 여름하늘의 모놀로그（키노세 카즈키）
- Last Escort -Club Katze-（아사토

- 여신이문록 데빌 서바이버（키하라 아츠로우）
- 어떤 마술의 금서목록(게임)（카미조 토우마）
- 바쿠만 만화가로의 길（마시로 모리타카）
- 머나먼 시공 속에서 5（치나미）
- FRONTIER GATE（아렉티오）

- 건슬링거 스트라토스（카자스미 토오루）
- 제네레이션 오브 카오스 6（데미트리）
- 도쿄바벨（카마엘）
- 십귀의 연 〜세키가하라 기담〜（우키타 히데이에）
- 머나먼 시공 속에서 5 풍화기（치나미）
- 마도학원 에스페란사

- 어떤 마술과 과학의 군주활극（카미조 토우마）

### 라디오
- 어떤 라디오의 금서목록 (인터넷 라디오, 이구치 유카와 사토 리나 공동진행) (2008년 9월 19일 - (4화에 베스트 게스트로 출현)
- 망념의 잠드 잠바니호 방송국(인터넷 라디오, 산페이 유코와 공동진행) (2009년 4월 6일 - (2009년 9월 28일
- 나일과 호쿠토의 그랄학원 방송부 (인터넷 라디오, 카지 유우키와 공동진행) (2009년 9월 18일 - (2011년 12월 23일
- ~바쿠만。방송국~ 라지만。(인터넷 라디오, 히노 사토시와 공동진행) (2010년 9월 27일 - )
- 아베 아츠시・우에다 카나의 건스토 웨이～브!（인터넷 라디오우에다 카나와 공동진행)(2012년10月7日 - ）
- 방송타이틀모집중（가）※이것이 정말로 타이틀입니다！（TOKYO FM/팟캐스트, 요나가 츠바사와 공동진행)(2012년10月6日 - ）